# Gosh
Gosh es una localidad del raión de Goris, en la provincia de Tavush, Armenia, con una población censada en octubre de 2011 de 1115 habitantes. 
Se encuentra ubicada al sur de la provincia, a poca distancia al norte del lago Seván y al oeste de la frontera con Azerbaiyán.